# Yeah! (데프 레퍼드의 음반)
| 전문가 평가   | 전문가 평가 |
| 평가 점수     | 평가 점수   |
| 출처          | 점수        |
| ------------- | ----------- |
| AllMusic      | [ 1 ]       |
| Rolling Stone | [ 2 ]       |

《Yeah!》는 영국의 하드 록 밴드 데프 레퍼드의 아홉 번째 스튜디오 음반이다. 이 밴드의 첫 번째 커버 음반이다. 원래 2005년 9월 20일에 발매될 예정이었지만 2006년 3월 31일에 음반이 2006년 5월 23일에 발매될 것이라고 발표되었다. 이 음반은 빌보드 200에서 16위, 영국 음반 차트에서 52위를 차지했다.

## 반응
음반을 5점 만점에 4.5점으로 평가한 올뮤직의 스티븐 토마스 얼와인은 《Yeah!》를 《Hysteria》 이후 밴드의 최고의 노력으로 칭찬하며, 밴드가 "《Hysteria》 이후 그들의 음반처럼 더 이상 매끄럽고 계산적으로 들리지 않으며, 그들은 살아있고 왕성하게 들리며, 그들이 이제 그들 자신의 최고의 프로듀서라는 설득력 있는 주장을 합니다." 얼와인은 "커버 음반을 통해 예술적인 컴백을 달성할 수 있는 밴드는 거의 없지만, 이 영광스러운 기록이 증명하듯이, 데프 레퍼드와 같은 밴드는 거의 없습니다"라고 결론을 내렸다.
5점 만점에 3점으로 평가한 《롤링 스톤》의 앤디 그린은 〈Rock On〉과 〈Stay With Me〉를 하이라이트로 꼽으며 《Yeah!》가 밴드의 "14년 만에 가장 설득력 있는 음반"이라고 썼다. 그는 "어떤 편곡도 오리지널과 거리가 멀지 않지만 그럴 필요는 없습니다. 밴드가 재미있게 노는 것을 듣고 모든 《Hysteria》가 어디에서 왔는지 볼 수 있는 것만으로도 충분합니다."라고 말하면서 마무리했다.

## 곡 목록
| #   | 제목                                | 작사·작곡                                          | 원곡자                     | 재생 시간 |
| --- | ----------------------------------- | -------------------------------------------------- | -------------------------- | --------- |
| 1.  | 〈20th Century Boy〉                | 마크 볼란                                          | 티렉스                     | 3:41      |
| 2.  | 〈Rock On〉                         | 데이비드 에식스                                    | 데이비드 에식스            | 2:53      |
| 3.  | 〈Hanging on the Telephone〉        | 잭 리                                              | 너브스                     | 2:23      |
| 4.  | 〈Waterloo Sunset〉                 | 레이 데이비스                                      | 킹크스                     | 3:38      |
| 5.  | 〈Hell Raiser〉                     | 마이크 채프먼, 니키 친                             | 스위트                     | 3:20      |
| 6.  | 〈10538 Overture〉                  | 제프 린                                            | 일렉트릭 라이트 오케스트라 | 4:31      |
| 7.  | 〈Street Life〉                     | 브라이언 페리                                      | 록시 뮤직                  | 3:26      |
| 8.  | 〈Drive-In Saturday〉               | 데이비드 보위                                      | 데이비드 보위              | 4:07      |
| 9.  | 〈Little Bit of Love〉              | 폴 로저스, 폴 코소프, 앤디 프레이저, 사이먼 키르케 | 프리                       | 2:34      |
| 10. | 〈The Golden Age of Rock 'n' Roll〉 | 이언 헌터                                          | 모트 더 후플               | 3:28      |
| 11. | 〈No Matter What〉                  | 피트 햄                                            | 배드핑거                   | 2:57      |
| 12. | 〈He's Gonna Step on You Again〉    | 존 콩고스, 크리스토스 데메트리우                   | 존 콩고스                  | 4:05      |
| 13. | 〈Don't Believe a Word〉            | 필 라이넛                                          | 씬 리지                    | 2:19      |
| 14. | 〈Stay with Me〉                    | 페이시스                                           | 씬 리지                    | 4:30      |